# إيلين أليدا روز
إيلين أليدا روز (بالإنجليزية: Ellen Alida Rose)‏ هي ناشطة حق المرأة بالتصويت ‏ وفلاحة أمريكية، (و. 1843 – 1915 م).